# Trout Lake, British Columbia
Trout Lake är en sjö i Kanada.   Den ligger i provinsen British Columbia, i den södra delen av landet, 3 100 km väster om huvudstaden Ottawa. Trout Lake ligger 718 meter över havet. Arean är 27,9 kvadratkilometer. Den sträcker sig 15,3 kilometer i nord-sydlig riktning, och 18,9 kilometer i öst-västlig riktning.
I omgivningarna runt Trout Lake växer i huvudsak barrskog. Trakten runt Trout Lake är nära nog obefolkad, med mindre än två invånare per kvadratkilometer.